# Filiano
Filiano község (comune) Olaszország Basilicata régiójában, Potenza megyében.

## Fekvése
A város az Ofanto folyó völgyében fekszik.

## Története
1951-ig Avigliano része volt

## Népessége
A népesség számának alakulása:

## Főbb látnivalói
- Palazzo Corbo (18. század)
- Santa Maria del Rosario-templom (1830)